# Oxytropis hippolyti
Oxytropis hippolyti är en ärtväxtart som beskrevs av Antonina Georgievna Borissova. Oxytropis hippolyti ingår i släktet klovedlar, och familjen ärtväxter. Inga underarter finns listade i Catalogue of Life.